# Azophi (Mondkrater)
Azophi ist ein Einschlagkrater auf der Mondvorderseite westlich des Mare Nectaris, südöstlich des Kraters Abenezra, dessen Rand Azophi berührt, und nordwestlich von Sacrobosco. Der Kraterrand ist mäßig erodiert, der Kraterboden weitgehend eben.
| Buchstabe | Position           | Durchmesser | Link |
| --------- | ------------------ | ----------- | ---- |
| A         | 24,44° S, 11,12° O | 28 km       |      |
| B         | 23,64° S, 10,57° O | 18 km       |      |
| C         | 21,82° S, 13,04° O | 5 km        |      |
| D         | 24,34° S, 13,37° O | 8 km        |      |
| E         | 23,49° S, 13,74° O | 5 km        |      |
| F         | 22,32° S, 13,81° O | 6 km        |      |
| G         | 23,96° S, 12,22° O | 55 km       |      |
| H         | 25,61° S, 11,79° O | 21 km       |      |
| J         | 21,3° S, 13,15° O  | 8 km        |      |

Der Krater wurde 1935 von der IAU offiziell nach dem persischen Astronomen Abd ar-Rahman as-Sufi (latinisiert Azophi) benannt.